# NGC 6696
NGC 6696 est une galaxie spirale vue par la tranche et située dans la constellation du Dragon. Sa vitesse par rapport au fond diffus cosmologique est de 7 600 ± 15 km/s, ce qui correspond à une distance de Hubble de 112,1 ± 7,9 Mpc (∼366 millions d'al). NGC 6696 a été découverte par l'astronome américain Lewis Swift en 1884.